# Alejandra Pinzón
Luz Alejandra Pinzón Gaitán (Cali, 10 de febrero de 1986), conocida como Alejandra Pinzón es una actriz, bailarina y modelo colombiana.

## Biografía
Comenzó su carrera profesional a los 16 años cuando inició sus clases de actuación con Victoria Hernández en Bogotá.
Aunque ya tenía experiencia como actriz, su participación en Sin senos no hay paraíso es muy recordada por su papel de Paola, una adolescente que se prostituye con narcotraficantes. Dicho personaje le da fama internacional.
Tiene dos hijos y residía  en Los Ángeles, California. Trabajaba para Liberman Broadcasting, como conductora del programa A que no puedes. De igual forma, el estreno de Sin senos sí hay paraíso le da ha dado un nuevo impulso a su carrera al retomar el personaje de Paola, quien en esta nueva etapa tiene una hija llamada Martina, interpretada por la actriz Joselyn Gallardo.

## Filmografía

### Televisión
| Año       | Título                   | Personaje                                | Canal              |
| --------- | ------------------------ | ---------------------------------------- | ------------------ |
| 2019      | El final del paraíso     | Paola Pizarro                            | Telemundo          |
| 2016-2018 | Sin senos sí hay paraíso | Paola Pizarro                            | Telemundo          |
| 2009-2010 | Victorinos               | Agente Samantha Rojas / Natalia Ronderos | Telemundo          |
| 2008-2009 | Sin senos no hay paraíso | Paola Pizarro                            | Telemundo          |
| 2008      | Infieles anonimos        | Valentina Serrato                        | Canal RCN          |
| 2007-2008 | Madre luna               | Juana                                    | Telemundo          |
| 2007      | Decisiones               | Sandra Domínguez / Camila                | Telemundo          |
| 2004-2005 | La viuda de la mafia     | Jenni Paola 'Yeni' de Cruz               | Canal RCN          |
| 1998      | La sombra del arco iris  | Ángela Anzola                            | Canal A            |
| 1998      | El amor es más fuerte    | Tistis                                   | Caracol Televisión |
| 1997      | Dos mujeres              | Maria Urdaneta                           | Cadena Uno         |

## Programas
| Año       | Título                       | Personaje    | Cana        |
| --------- | ---------------------------- | ------------ | ----------- |
| 2013-2015 | A que no puedes              | Presentadora | Estrella TV |
| 2013-2015 | Tengo talento, mucho talento | Presentadora | Estrella TV |

## Cine
| Año  | Título                   | Personaje    | Nota |
| ---- | ------------------------ | ------------ | ---- |
| 2011 | Sexo, mentiras y muertos | María Ángela |      |
| 2010 | Sin tetas no hay paraíso |              |      |
| 1997 | La deuda                 | Estrellita   |      |

## Modelaje
| Año       | Título     | Nota |
| --------- | ---------- | ---- |
| 2007-2008 | Radar      |      |
| 2004-2005 | Love Story |      |